# Fire (альбом)
| Совокупная оценка  | Совокупная оценка |
| Источник           | Оценка            |
| ------------------ | ----------------- |
| Metacritic         | (70/100)          |
| Оценки критиков    |                   |
| Источник           | Оценка            |
| Иноязычные издания |                   |
| Allmusic           | [ 2 ]             |
| Robert Christgau   | A−                |
| Dotmusic           | (4/10)            |
| The Guardian       | [ 5 ]             |
| The A.V. Club      | (положительный)   |
| Pitchfork Media    | (4.0/10)          |
| PopMatters         | (NR)              |
| Rolling Stone      | [ 9 ]             |
| Spendid Magazine   | (отрицательный)   |
| Village Voice      | (положительный)   |
| Blender            | [ 12 ]            |

Fire (с англ. — «Огонь») — первый студийный альбом американской группы Electric Six, вышедший 20 мая 2003 на лейбле XL Recordings. Выходу альбома предшествовал выпуск сингла «Danger! High Voltage», занявшего 2 строчку главного музыкального чарта Великобритании, а также 10 строчку американского музыкального хит-парада, издаваемого журналом Billboard в категории Hot Dance Music/Maxi-Singles Sales, охватывающей песни в стиле танцевальной музыки и ремиксы по критерию количества продаж. В британские чарты также вошли песни «Gay Bar» и «Dance Commander», достигшие соответственно 5-й и 40-й позиций.
Сам альбом в целом достиг летом 2003 года 7-го места в британском хит-параде.
5 сентября 2003 года альбом удостоился статуса золотого диска в Великобритании. Позже в том же году альбом был выпущен в новом формате, в котором бонусом прилагался DVD-диск с тремя видеоклипами.

## Список композиций
Авторское право на тексты песен принадлежит Тайлеру Спенсеру, (Tyler Spencer); вся музыка сочинена Тайлером Спенсером везде, где не указан автор.
1. «Dance Commander» — 2:37
2. «Electric Demons in Love» — 3:06
3. «Naked Pictures (Of Your Mother)» — 2:11
4. «Danger! High Voltage» (Joe Frezza/Steve Nawara/Anthony Selph/Tyler Spencer) — 3:34
5. «She’s White» — 3:16
6. «I Invented the Night» — 3:17
7. «Improper Dancing» — 3:14
8. «Gay Bar» — 2:20
9. «Nuclear War (On the Dance Floor)» — 1:16
10. «Getting Into the Jam» — 2:14
11. «Vengeance and Fashion» — 2:46
12. «I’m the Bomb» — 4:18
13. «Synthesizer» — 4:00

### Бонус-треки (релиза для Японии)
1. «Don’t Be Afraid of the Robot» — 1:40
2. «Remote Control (Me)» — 2:21
3. «I Lost Control of My Rock & Roll» — 1:47

### Бонусные видео DVD релиза
- «Danger! High Voltage» видеоклип
- «Gay Bar» видеоклип
- «Dance Commander» видеоклип

## Оценки
Роб Шеффилд в своей рецензии в журнале Rolling Stone назвал альбом «самой блистательно безумной пластинкой для вечеринок этого лета» (2003).
По мнению Джеймса Слотера из музыкального журнала Blender, альбом явился неожиданным триумфом, благодаря удачным шуткам и убедительно неистовой музыке.